# Henning Hammargren
Olof Henning Lorenz Hammargren, född 6 juli 1900 i Stockholm, död där 12 januari 1980, var en svensk sjömilitär.
Henning Hammargren var son till advokaten Arvid Bernhard Hammargren. Han blev underlöjtnant vid flottan 1921, kapten 1936, kommendörkapten av andra graden 1941 och av första graden 1943. Hammargren tjänstgjorde bland annat som fartygschef på pansarskeppet Gustaf V, som deltog i flera expeditioner till främmande länder och därunder handhade kommersiell upplysning. Åren 1925–1929 genomgick han Sjökrigshögskolans stabskurs och var lärare vid Sjökrigshögskolan 1930–1936 och 1938–1943, tjänstgjorde i Marinstaben 1929–1936 och 1941–1942, var sakkunnig i 1930 års försvarskommission och i 1943 års sjökrigsmaterielutredning, biträdande marinattaché i Paris 1931–1932, marinattaché i Rom 1937–1942, medlem av kommissionen för inköp av sjökrigsmateriel i Italien 1939–1940 och chef för Försvarsstabens marinavdelning 1942–1944. Hammargren genomgick utbildning till flygspanare 1926 och fältflygare 1929 samt kurs vid Handelshögskolan i Stockholm 1935–1936. Han medverkade i Taktiska spörsmål (1931) och utgav Gotland. En försvarshistorisk och ekonomisk-geografisk studie (1938, 2:a upplagan 1939) samt militära läroböcker och skrev artiklar i svenska och utländska tidskrifter och dagspress. Bland annat var Hammargren sjömilitär medarbetare i Svenska Dagbladet 1942–1944. Han invaldes 1935 som ledamot av Örlogsmannasällskapet och 1944 som ledamot av Krigsvetenskapsakademien. Hammargren blev riddare av Svärdsorden 1942 och av Vasaorden 1946 samt kommendör av sistnämnda orden 1965.